# 統一國際大樓

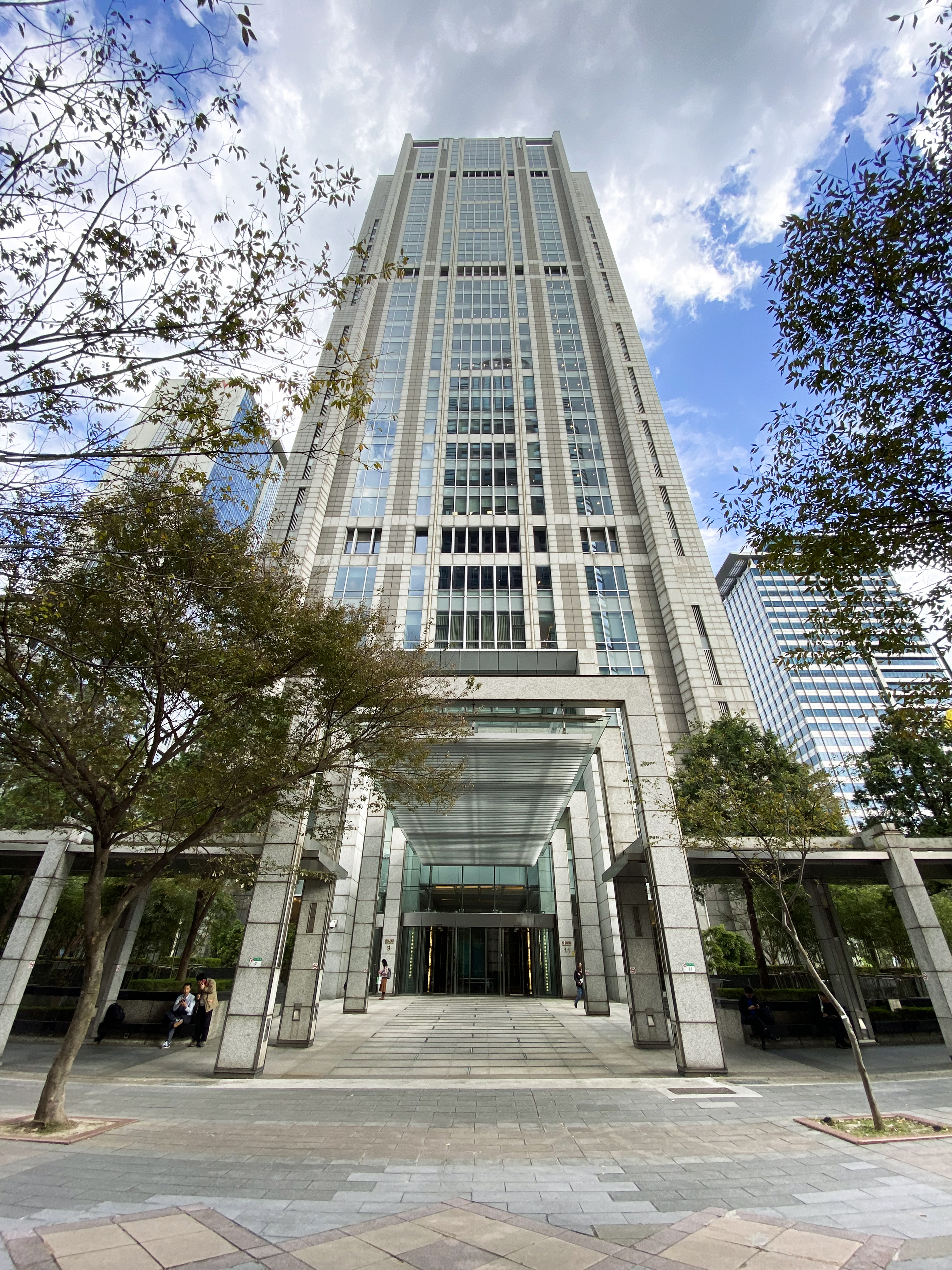
大廈入口

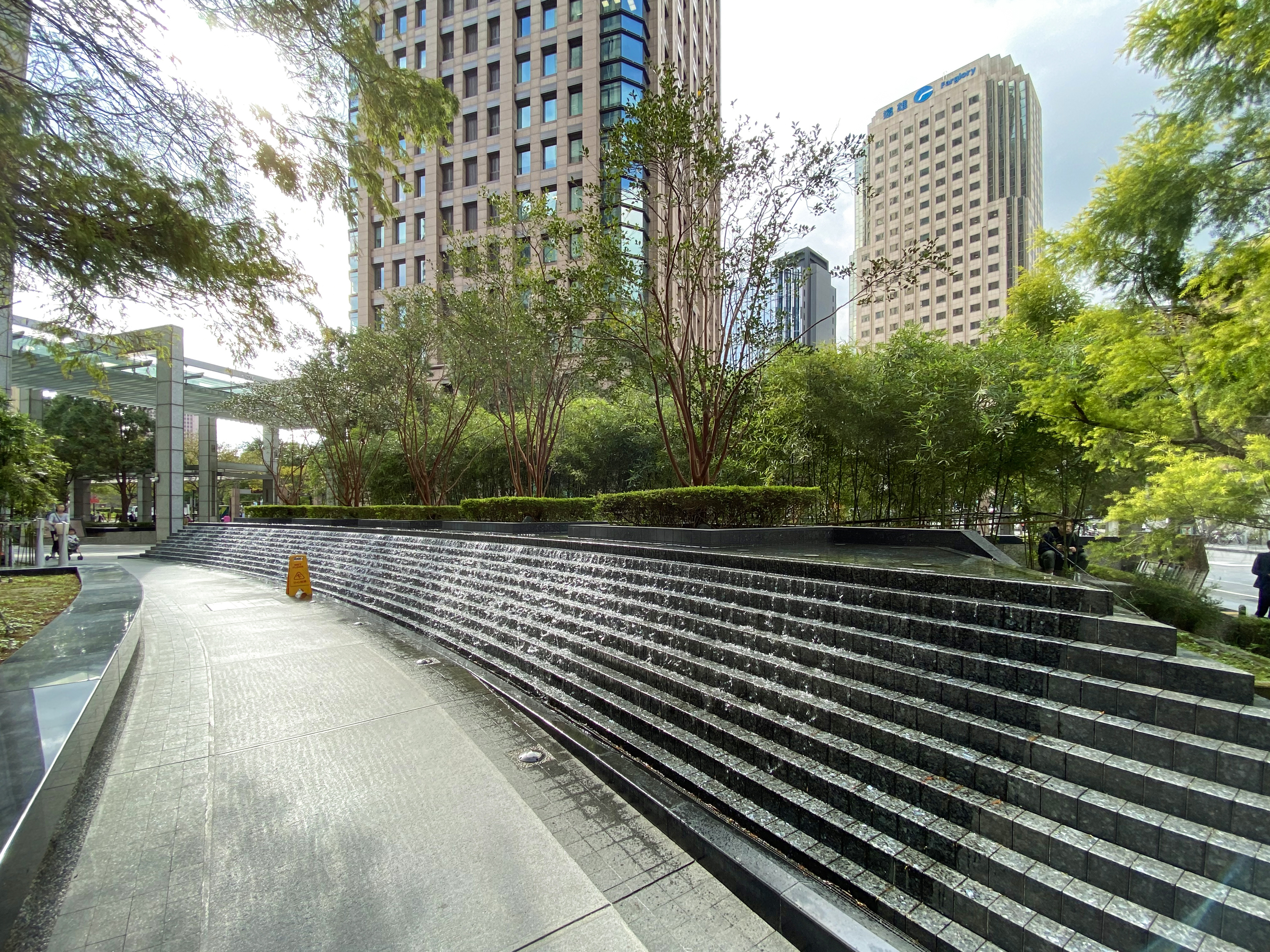
大廈外的公共空間

統一國際大樓位於台灣台北市信義區，由統一企業集團所投資興建，並作為統一企業台北分公司據點所在。

## 建築歷程
統一國際大樓位於信義計畫區，建地由統一企業及旗下企業集資新台幣120億元向財政部國有財產局標得。本建築由日本著名建築師丹下健三設計，因為建地鄰近松山機場，建築高度將會影響到飛機的起降作業，故根據民航局航高法令的限制，迫使大樓高度由原先設計的全棟44層（約200公尺）降低到37層。完工後的建築，地上30層、地下7層，總高度154公尺。

## 商場樓層
原先日本著名百貨業者高島屋計畫與統一企業合作在此開設「統一高島屋」，但因租金問題而破局。之後太平洋崇光百貨、微風廣場與新光三越百貨亦曾爭取進駐，最終三者皆未成功。
最終由誠品書店接手承租本建築地下二樓至地上六樓，開設「誠品信義旗艦店」，於2006年1月1日開幕，並於2023年12月24日歇業。
誠品信義店原址由統一集團收回，規劃為Dream Plaza商場， 引進博客來開設實體書店， 也設立星巴克旗艦店，為全台最大門市之一。 Dream Plaza 於2025年7月25日開幕，正式成為統一時代百貨台北店分館，並與其共用官方網站。

## 進駐機構及企業
| 使用樓層 | 用途                                 |
| -------- | ------------------------------------ |
| 30       | 避難層和設備層                       |
| 29       | 威剛科技                             |
| 28       | 澳洲辦事處                           |
| 27       | 和仕商務中心 澳洲辦事處              |
| 26       | 英國在台辦事處                       |
| 25       | 和仕商務中心                         |
| 24       | 高通                                 |
| 23       | 統一企業臺北分公司                   |
| 22       | 高通                                 |
| 21       | 太子建設開發股份有限公司             |
| 20       | 避難層和設備層                       |
| 19       | 雅詩蘭黛                             |
| 18       | 統一企業                             |
| 17       | 正大集團                             |
| 16       | Garena                               |
| 15       | Garena                               |
| 14       | 台灣禮來股份有限公司                 |
| 13       | 斑馬技術公司                         |
| 12       | 松下產業科技（Panasonic）            |
| 11       | 美德向邦 Panasonic                   |
| 10       | 台南紡織 統一國際開發                |
| 9        | 愛丁頓寰盛洋酒 地利富達              |
| 8        | Garena                               |
| 7        | 避難層和設備層                       |
| 6        | Dream Plaza                          |
| 5        | Dream Plaza                          |
| 4        | Dream Plaza                          |
| 3        | Dream Plaza                          |
| 2        | Dream Plaza 中國信託商業銀行市府分行 |
| 1        | Dream Plaza 中國信託商業銀行市府分行 |
| B1       | Dream Plaza（Mia C'bon超市）         |
| B2       | Dream Plaza                          |
| B3       | 停車場                               |
| B4       | 停車場                               |
| B5       | 停車場                               |
| B6       | 停車場                               |
| B7       | 停車場                               |

## 交通連結
道路設施
統一國際大樓北邊及西邊鄰接興雅路，南邊鄰接松高路，東邊鄰接忠孝東路五段二十二巷。
捷運系統
鄰近台北捷運南港線市政府站，最接近入口為2號出口，有地下通道連接。
市區公車
可到達公車路線為聯營32、聯營212（直行忠孝東路）、聯營232（快速公車）、聯營270、聯營281、聯營284、聯營552、聯營600、聯營611、聯營647、聯營678、聯營669、聯營912、聯營915、聯營忠孝幹線、聯營仁愛幹線、聯營基隆路幹線、聯營小2、聯營棕6、聯營棕7、聯營棕18、聯營棕21、聯營綠1、聯營藍10、聯營藍26、聯營藍27、內科通勤專車5、內科通勤專車19、內科通勤專車20。
長途巴士

## 外部連結
- 摩天漢世界檔案